# رامسس پنجم
رامسس پنجم چهارمین پادشاه دودمان بیستم مصر باستان است. او میان سال‌های ۱۱۴۹ تا ۱۱۴۵ پیش از میلاد فرمانروایی می‌کرد.
او پسر رامسس چهارم از شهبانو دواتنتروپت بود. بر پایه باور بعضی مصرشناسان، او در سومین ماه فصل آخت به پادشاهی رسید و پایان حکومتش برابر با روز ۲۸ام ماه دوم فصل پرت بود. در زمان فرمانروایی او یهودیان و فلسطینیان در فلسطین نبرد داشتند، ارمنیان به سوریه حمله کرده بودند، و امپراتوری‌های آشور و بابل به سراشیبی سقوط افتاده بودند. پاپیروس ویلبور مدرکی مهم است که اطلاعات سودمندی درباره دوران فرمانروایی او به دست می‌دهد. این پاپیروس همچنین از مهم‌ترین مدارکی است که درباره اقتصاد این دوره از تاریخ مصر آگاهی می‌دهد.
به روشنی معلوم نیست که دلیل مرگ رامسس پنجم چه بوده‌است. این احتمال هست که او توسط جانشینش، رامسس ششم، به قتل رسیده باشد. مومیایی او در دسترس است و نشانه‌هایی کسی را دارد که از آبله مرده‌است، اگرچه ضربه‌ای سخت به سر نیز می‌توانسته دلیل مرگ باشد.